# Carles Ensenyat Reig
Carles Ensenyat Reig (Encamp, 20 de febrer de 1985) és un polític i empresari andorrà i l'actual Síndic general d'Andorra.

## Biografia
Nascut a Encamp, Carles Ensenyat Reig és fill de l'empresària i política Maria Reig Moles i net del conseller general Serafí Reig Ribó, família de gran tradició política al Principat d'Andorra. La seva mare va formar part de la comissió constituent que va redactar la Constitució d'Andorra de 1993.
Va cursar estudis en Dret i Màster a l'Escola d'Estudis Superiors de Comerç de París (HEC-París) i, fora de l'àmbit polític, és empresari.
L'abril de 2023 va esdevenir el Síndic general més jove de la història d'Andorra.

## Trajectòria política
Carles Ensenyat Reig va iniciar la seva trajectòria política l'any 2010, com a conseller general d'Andorra de la V legislatura. L'any 2011 va repetir en el càrrec, com a membre del Grup Parlamentari Demòcrata, durant la VI legislatura, i de nou va ser reelegita la del 2015-2019.
Des del juny del 2019 és el president del Grup Parlamentari Demòcrata. És també president de la Comissió Legislativa de Política Exterior, i Membre de la Comissió Legislativa de Finances i Pressupost.
Des de 2023 és síndic general (càrrec andorrà que fa les funcions de president del consell general o parlament).

## Distincions honorífiques
- Gran Creu de l'Orde de Carlemany, Principat d'Andorra[7][8]
- Gran Creu de l'Orde de Santa Àgata, República de San Marino[9]